# Myslkovice (železniční zastávka)
Myslkovice jsou železniční zastávka ve stejnojmenné obci v okrese Tábor, vybudovaná na přeložce trati z Plané nad Lužnicí do Soběslavi. Zastávka se nachází v km 67,855 – 67,945 železniční trati Praha – České Budějovice.
Drážní úřad zastávku schválil v roce 2021 s blíže neurčeným datem jejího otevření.
Zastávka byla zprovozněna 11. září 2022, kdy po několikadenní výluce došlo k přesměrování provozu z původní trati, vedoucí přes stanici Roudná, na přeložku, kde se zastávka nachází. V jízdním řádu pro rok 2022 zastávka původně nebyla vůbec uvedena. To se změnilo 2. září s ukončením provozu na původním úseku trati, kdy byla vydána nová verze jízdního řádu.
V roce 2022 zde zastavovaly osobní vlaky jezdící z Tábora do Českých Budějovic.

## Popis zastávky
Na zastávce se nacházejí dvě nástupiště o délce 90 metrů, u každé z kolejí jedno, která jsou ve standardní výšce 550 mm nad temenem kolejnice. Vzhledem k umístění zastávky zhruba 4 metry pod úrovní okolního terénu na ni je přístup bezbariérově zajištěn pomocí přístupových chodníků z nadjezdu místní komunikace nad kolejištěm, který zajišťuje jeho bezpečné překonávání. Poblíž zastávky, souběžně s tratí, vede také dálnice D3.